# Luis González Palma
Pour les articles homonymes, voir Luis González (homonymie), González et Palma (homonymie).
Luis González Palma, né à Guatemala en 1957, est un photographe guatémaltèque
Il est reconnu comme étant l'un des photographes les plus importants d'Amérique latine.

## Biographie
Luis González Palma naît au Guatemala en 1957. Il étudie l'architecture et la cinématographie à l'université San Carlos de Guatemala.
Il acquiert son premier appareil photographique en 1984, et est rapidement et profondément enthousiasmé par ce qu'il produit. Il cherche à capter la réalité des Guatemaltèques, avec un style cherchant un rendu proche d'une peinture artistique.
Dans ses œuvres, il transmet la souffrance et les expériences des peuples indigènes de son pays.
Il reçoit en 1999 le Gran Premio PHotoEspaña « Baume et Mercier » et collabore avec la mise en scène de la production de l'opéra The death and the maiden à l'Opéra de Malmö en 2008.

## Œuvres
Ses œuvres les plus notables sont La mirada ausente, Corona de laureles, El mago et Mi caja de música.

## Expositions
Il a été exposé dans de nombreux pays en Amérique du sud, Amérique du nord, en Europe et au Japon.

### Expositions personnelles (sélection)
- « Persistence of Beauty, Persistence of Pain », Institut d'art de Chicago (États-Unis, 1992)
- « Mythes et merveilles », musée de la photographie à Charleroi (Belgique, 1993)
- « Luis González Palma » puis « Ángeles Mestizos », musée des beaux-arts de Caracas (Venezuela, 1994)
- « The Silence of a Look », Royal Festival Hall (Londres, Royaume-Uni, 1995)
- « Historias Paralelas », Palacio de Bellas Artes (Mexique)
- « Luis González Palm », Palazzo Ducale (Gênes, Italie, 2000)
- Colorado Springs Pioneers Museum (en) (Colorado Springs, États-Unis, 2002)
- Tweed Museum of Art (en) (Duluth (Minnesota, États-Unis, 2009)
- « Tu/mi placer » (avec Graciela De Oliveira), New York Photo Festival (États-Unis, 2009)
- À l'occasion de festivals tels que :
  - « Nupcias de Soledad », Fotofest, International Month of Photography, George R. Brown Convention Center, Houston (États-Unis, 1992)
  - 25e rencontres de la photographie, Rencontres d'Arles (France, 1994)
  - Bienal de La Habana, Centro Wifredo Lam (La Havane, Cuba, 1998)
  - « Las Raíces del Paraíso », PHotoEspaña (Madrid, 1999)

### Expositions collectives (sélection)
- « Presencia Imaginaria », musées d'art moderne de Guatemala et de Mexico (1989)
- « Luis González Palma », Cents Ans de Photographie au Guatemala, Maison de L´Amérique Latine (Paris, 1900)
- Rencontres Internationales de la Photographie (Arles, France, 1991)
- V Bienal de la Habana (La Havane, Cuba, 1994)
- « Tierra de Tempestades. Nuevo arte de Guatemala, El Salvador y Nicaragua », Arts Council of Northern Ireland (en), Musée et galerie d'art de Brighton et autres musées et galeries du Royaume-Uni (1995)
- « Quest of the Moon », Musée des beaux-arts de Houston (États-Unis, 1995)
- « Traces: The Body in Contemporary Photography », Bronx Museum of the Arts (New York, États-Unis, 1995)
- « Arte Contemporáneo Latinoamericano », Haus der Kulturen der Welt (Berlin, Allemagne, 1995)
- « Cruzando Caminos: 6 Fotógrafos Latinoamericanos », Museo de Arte de Lima (Pérou, 1995)
- « Figuratively Speaking: 20th Century Paintings, Sculptures, and works on paper », Santa Barbara Museum of Art (en) (Santa Barbara, États-Unis, 1996)
- « Lumo Triennaali », Jyväskylän Art Museum (Jyväskylän, Finlande, 1998)
- « Lisieres Latino Americaines » (Strasbourg, 1999)
- « Platea de la Humanidad », Aperto 49, Biennale di Venecia (Venise, Italie, 2001)
- « Mois de la Photo a Paris », Cite des Arts (Paris, 2002)
- « Images de Jésus », Patrimoine Photographique, Hôtel de Sully (Paris, 2002)
- « III Encuentro Iberoamericano de Fotografía Kent », musée des beaux-arts de Caracas (Venezuela, 2002)
- « Documenting Poetry », Virginia Museum of Contemporary Art (en) (Virginia Beach, États-Unis, 2004)
- « About Face: Photographic portraits from the collection », Institut d'art de Chicago (États-Unis, 2004)
- « La dura Belleza », Instituto Nazionale per la Grafica (Rome, 2004)
- « El Retrato », Museo de Bellas Artes (Buenos Aires, Argentine, 2007)
- « Madrid Mirada », Círculo de Bellas Artes (Madrid, 2008)
- « Paysage transforme », Mouvemout Art Public, MAP (Montréal, Canada, 2009)
- « Fragments Latino - Américains », Collection de la Maison Européenne de la photographie, La Maison de l’Amérique latine (Paris, 2010)
- « Platinum Prints from our Collection: Vestiges of the Light », Musée des arts photographiques de Kiyosato (Yamanashi, Japon, 2010)
- « Disembodied: Portrait Miniatures and their Contemporary Relatives », Cleveland Museum of Art (Cleveland, États-Unis, 2013)

### Conservation
Son travail est conservé dans plusieurs collections publiques et privées comme :
- Institut d'art de Chicago (États-Unis)
- The Daros Fundation (Zurich, Suisse)
- La Maison Européenne de la Photographie (Paris)
- Musée des beaux-arts de Houston (États-Unis)
- Fondation pour l'Art Contemporain (Paris)
- Fondazione Volume! (Rome)
- La Biblioteca Luis Angel Arango (Bogotá, Colombie)
- The Fogg Museum en Harvard University (États-Unis)
- Minneapolis Institute of Art (Minneapolis, États-Unis)
- Musée des arts photographiques de Kiyosato (Japon)

## Publications
- Luis González Palma (Buenos Aires, 1993)[3]
- Il silenzio dei Maya (Rome, 1998)[4]
- Poems of sorrow (Santa Fe, New York, 1999)[5]
- Luis González Palma (Madrid, 2014)[6]